# درب الهيبيين

خريطة درب الهبيين

درب الهِبِّيّيِن أو الهِيبيين هو الاسم الذي أطلق على الرحلة البرية التي قام بها أفراد من جماعة الهِبِّيين وآخرين في منتصف الخمسينيات حتى أواخر السبعينات بين أوروبا وجنوب آسيا عبوراً بتركيا، إيران، أفغانستان، باكستان، الهند ونيبال وكان هناك طريق بديل يمتد من تركيا إلى بلاد الشام. أختفى درب الهبّيين بشكل كبير في أواخر السبعينيات بسبب الثورة الإيرانية التي أدت إلى حكومة معادية للغرب، والحرب السوفيتية الأفغانية، مما أغلق الطريق أمام المسافرين الغربيين.